# إيلين هاريس
إيلين هاريس (بالإنجليزية: Eileen Harris)‏ هي أمينة متحف بريطانية، ولدت في 1 نوفمبر 1932 في بروكلين في الولايات المتحدة.